# Onthophagus minotaurus
Onthophagus minotaurus é uma espécie de inseto do género Onthophagus, família Scarabaeidae, ordem Coleoptera.

## História
Foi descrita cientificamente por Arrow em 1941.